# Catedral de San José (Ankawa)
La Catedral de San José o simplemente Catedral de Ankawa (en árabe: كاتدرائية القديس يوسف) es el nombre que recibe un edificio religioso católico que se encuentra en la localidad de Ankawa al norte de Erbil, en el Kurdistán Iraquí, en el norte del país asiático de Irak. 
El templo sigue el rito caldeo, de la Iglesia católica caldea una de las Iglesias orientales "sui iuris" que integran la Iglesia católica y que están en comunión con el papa en Roma. Sirve como la sede de la archieparquía caldea de Erbil (Archieparchia Arbilensis Chaldaeorum o إيبارشية أربيل الكلدانية) creado bajo el pontificado del papa Pablo VI.
Esta bajo la responsabilidad del arzobispo Bashar Matte Warda.
Tras los ataques del Estado Islámico y la guerra en Irak muchos cristianos se refugiaron en la catedral o en sus alrededores en Erbil.

## Véase también

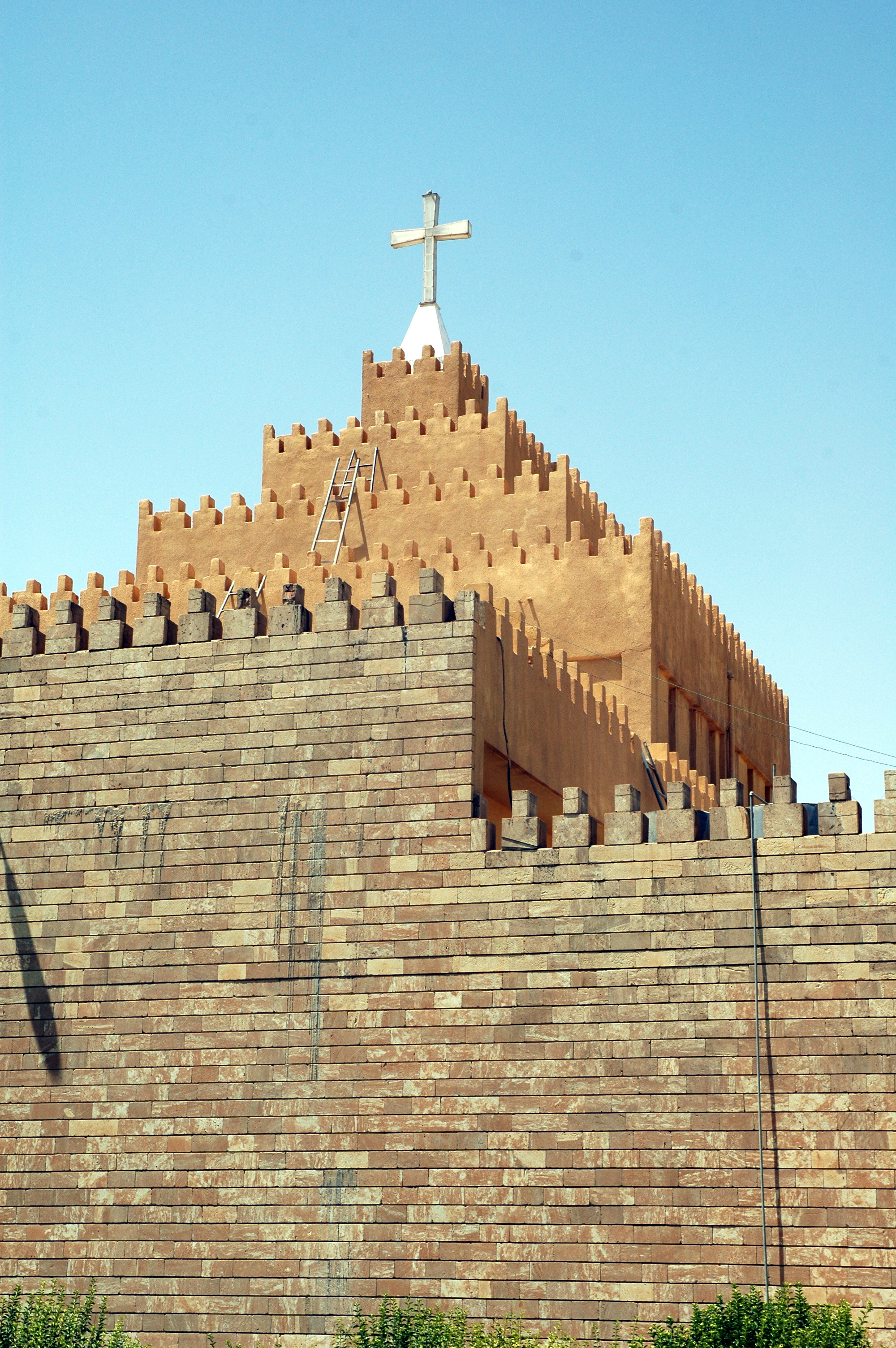
Vista del Templo en 2005